# Ópera de Venezuela

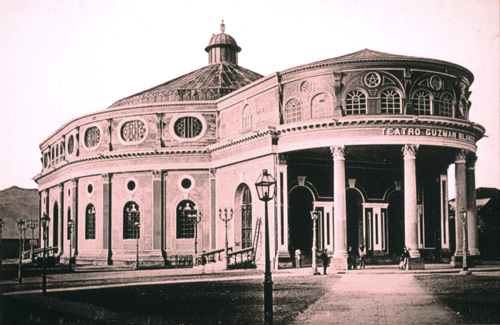
Teatro Municipal de Caracas a finales del siglo XIX

En Venezuela, desde la apertura del Teatro Caracas y anteriormente del Teatro Maderero, luego llamado Teatro de la Zarzuela, ha habido una gran tradición lírica que va desde la ópera seria, hasta la opereta, la zarzuela y la revista musical española. 

## Inicios

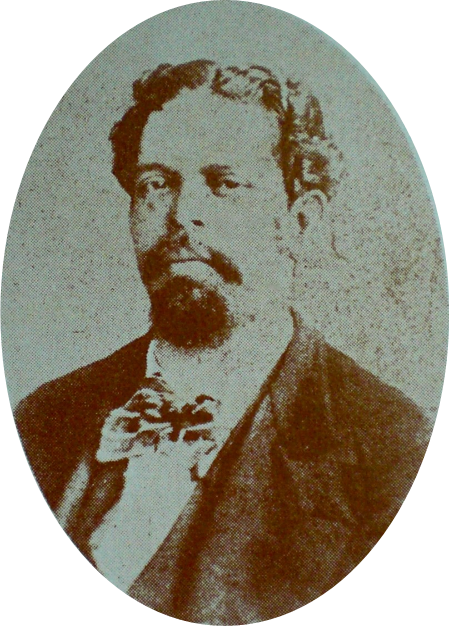
José Ángel Montero (1832-1881)

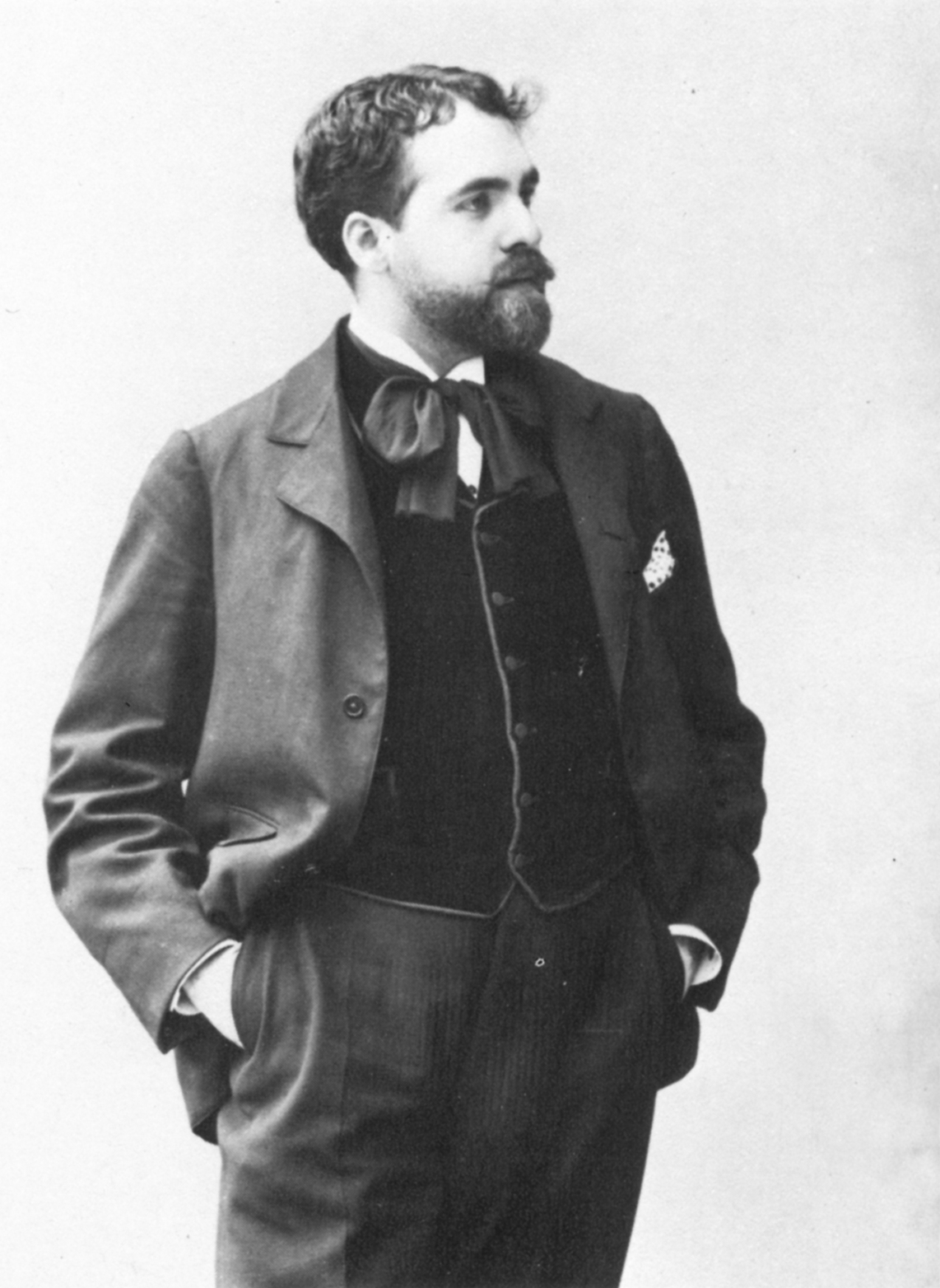
Reynaldo Hahn (1874-1947)

En 1836, Atanasio Bello Montero representó completas las óperas La gazza ladra y El barbero de Sevilla de Gioacchino Rossini, mientras que en 1847, viajó a Bogotá como empresario y director de una compañía de ópera. Asimismo, estrenó El barbero de Sevilla, Lucia di Lammermoor, El califa de Bagdad, La italiana en Argel y otras piezas en dicha ciudad. 
La primera ópera de Venezuela es El maestro Rufo Zapatero, ópera bufa compuesta en 1848 por José María Osorio, aunque generalmente se piensa que fue Virginia de José Ángel Montero, estrenada en 1873, bajo el auspicio del «Ilustre Americano» Antonio Guzmán Blanco. 
Virginia es una ópera en cuatro actos con libreto de Domenico Bancalari (1809-1879). Fue estrenada en el Teatro Caracas el 26 de abril de 1873. El texto de la ópera trata sobre el poder despótico y la injusticia social.
En 1969 es repuesta en el Teatro Municipal de Caracas, con la soprano Fedora Alemán interpretando el papel central de la ópera. Posteriormente fue  repuesta en julio de 2003, en un montaje de la Compañía Nacional de Opera Alfredo Sadel y el Teatro Teresa Carreño. Entre los solistas destacaron Elizabeth Almenar, Cayito Aponte y Amelia Salazar.
Otro de los grandes compositores Venezolanos fue Reynaldo Hahn, alumno de Jules Massenet, que desarrolló ampliamente el género de la opereta francesa, siendo Ciboulette su obra más famosa, aunque también incursionó en la ópera con Le Marchand de Venise.

## La zarzuela en Venezuela

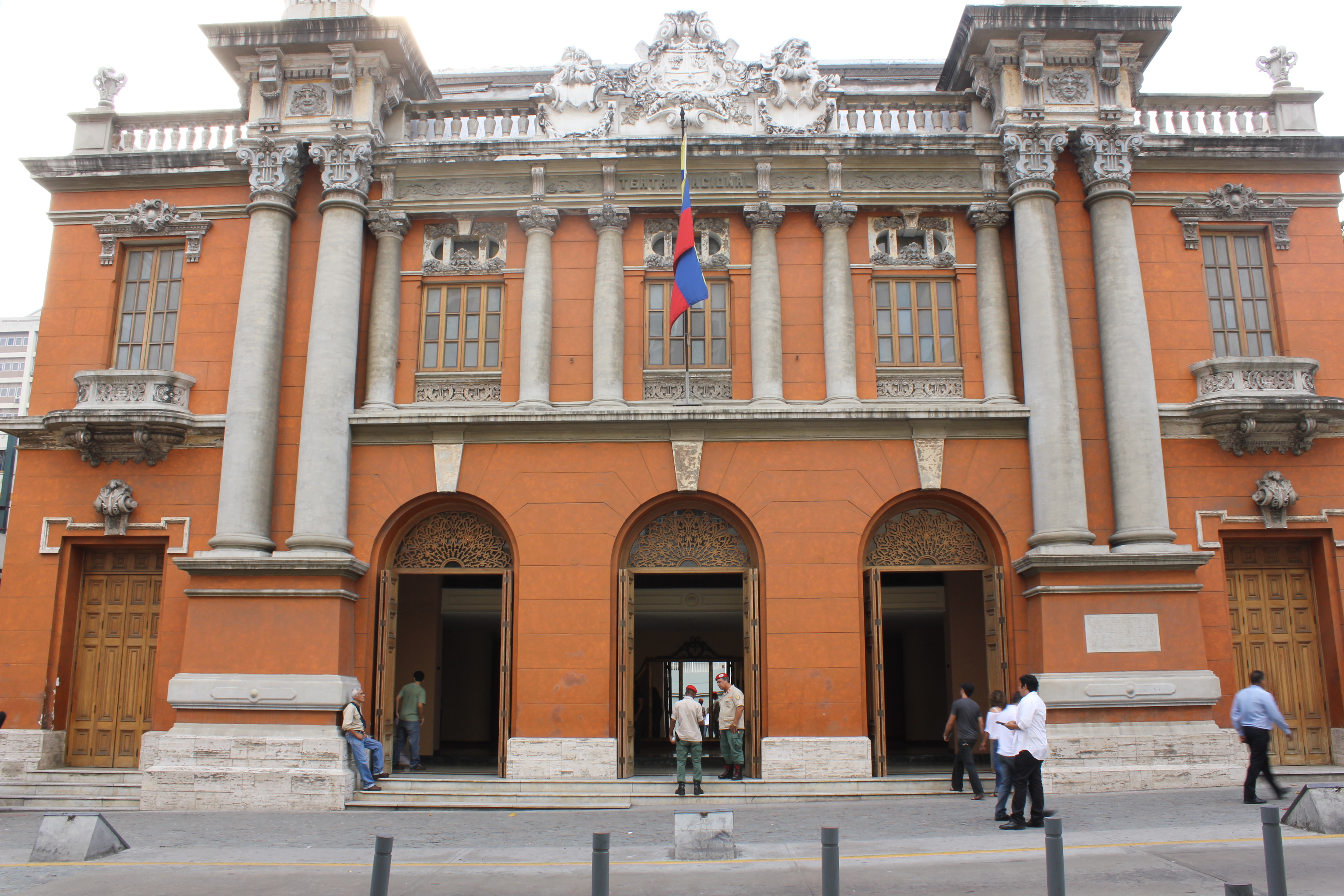
Teatro Nacional de Caracas

Anteriormente a todo lo narrado, el maestro Osorio ya había compuesto varias zarzuelas, pero se cree que la primera en ser estrenada fue Los alemanes en Italia, de José Ángel Montero, en la década de 1860. Este mismo autor también estrenó las zarzuelas El Cumpleaños de Leonor, El Charlatán Mudo, La Modista y muchas otras.
También en el género de la zaruela, cabe destacar al maestro Pedro Elías Gutiérrez, quien imprimió en este género lírico, los ritmos autóctonos del país, su obra más importante fue, quizá, Alma Llanera con letra de Rafael Bolívar Coronado.

## Actualidad

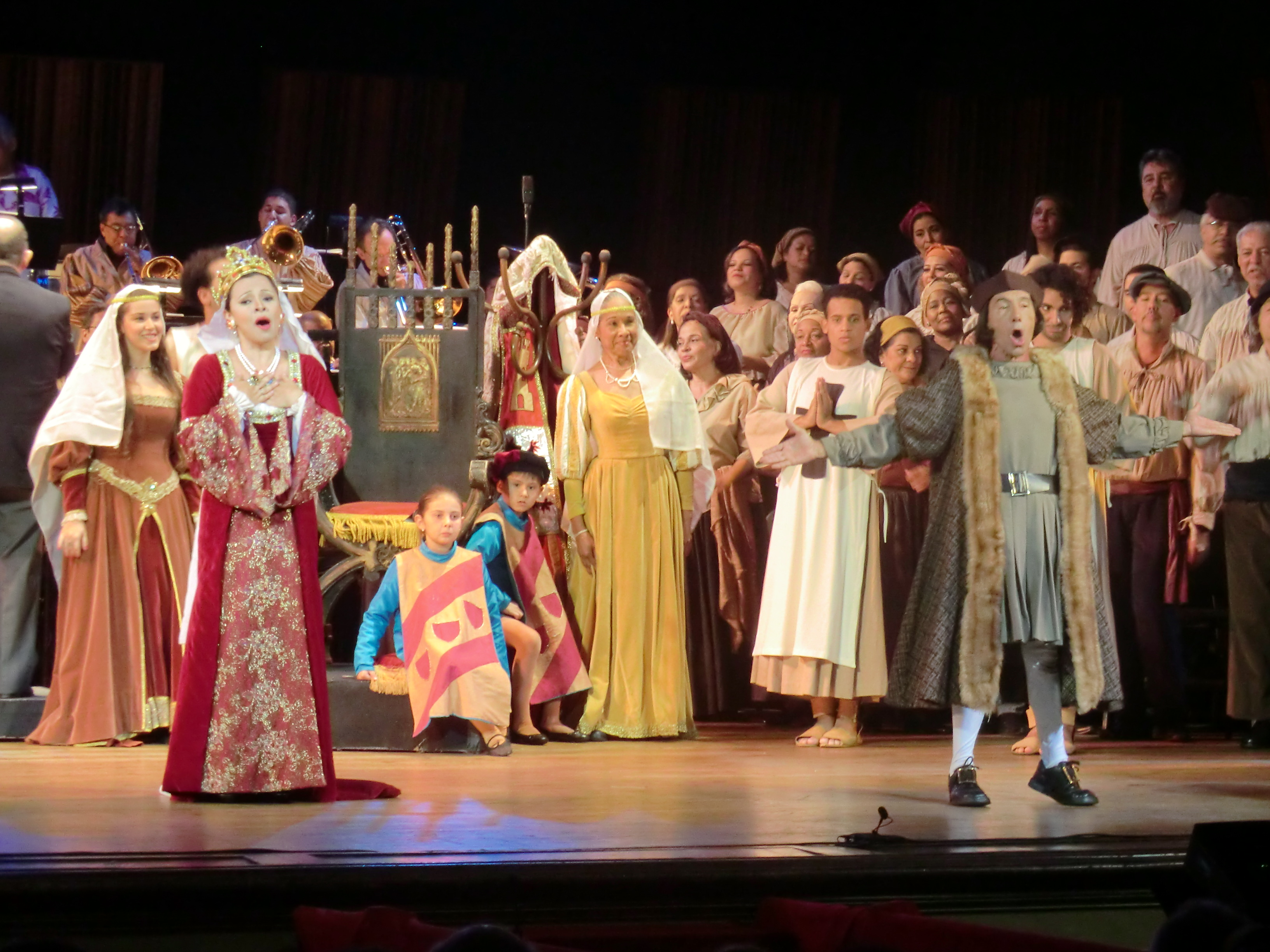
Los Martirios de Colón representada en el Teatro Municipal de Caracas, 2013

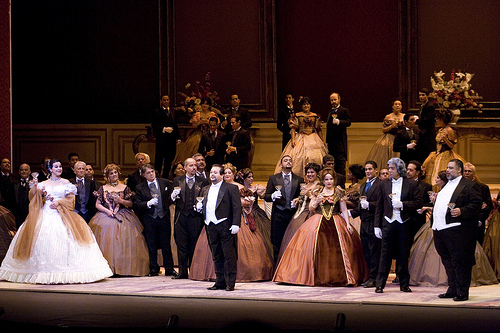
La Traviata en el Teatro Teresa Carreño, 2008

Ya en el siglo XX, Caracas era un ciudad con una riquísima vida cultural, para aquel entonces, el Teatro Maderero, el Teatro Caracas y los más modernos Teatro Nacional de Caracas y Teatro Municipal de Caracas competían por llevarse los aplausos del público. Los primeros dos, luego de la construcción del Municipal y el Nacional, quedaron en un segundo plano y casi siempre reservados a actos musicales populares, como la revista o el fandango. El Teatro Nacional fue el teatro de la zarzuela por excelencia, mientras el Municipal llevaba a cabo obras italianas, francesas, alemanas e inclusive españolas, de mayor seriedad. 
En la Venezuela contemporánea ha habido grandes compositores líricos, entre ellos María Luisa Escobar entre cuyas obras más importantes se encuentran Kanaime, Orquídeas Azules, Princesa Girasol, entre otras. Otros autores importantes han sido Ettore Pellegatti, autor de la opera de estilo verista El Negro Miguel con libreto de Pedro Blanco Vilariño, Eric Colon con la opera El Caballero de Ledesma estrenada en 1979, Alexis Rago autor de El Páramo, Miranda y Froilán el Infausto y Federico Ruíz autor de la ópera bufa Los Martirios de Colón, con libreto de Aquiles Nazoa. El 15 de julio de 2011, en el Auditorio Emil Friedman de Caracas, se estrenó El Quijote Cuerdo, original del joven compositor César Augusto Guillén, letra de Eduardo Casanova. La obra, que fue interpretada por los barítonos Gaspar Colón Moleiro y Cayito Aponte, junto al Coro de Padres y Maestros Emil Friedman y una orquesta de cuarenta músicos, recorre la vida de Francisco de Miranda. El maestro Víctor Mata fue el director orquestal mientras que José Tomás Angola Heredia se hizo cargo de la dirección escénica. En 2015 se estrena la ópera Gertrudis de  Gerardo Gerulewicz con libreto de Xiomara Moreno. Por otro lado, las grandes óperas universales de grandes compositores como Puccini, Verdi e incluso Monteverdi fueron estrenadas por grandes cantantes de la época como por ejemplo las  sopranos Fedora Alemán, Cecilia Nuñez,  Flor García, Violeta Alemán, Reyna Calanche, Leila Mastrocola,  Inés Salazar, Margot Pares Reyna, Lotty Ipinza, Rosita del Castillo, Rosa Savoini y Lola Linares, las mezzosopranos  Morella Muñoz, Nancy Fabiola Herrera, Teresa Carreño, Myrna Moreno, Marilyn Viloria, Mariela Valladares, María Pilar Hernández y Aida Navarro, la contralto Isabel Palacios,  los tenores Fernando Michelena, Alfredo Sadel, Aquiles Machado, Arquimides Malave, Ruben Dominguez, Ruben Malnez, Manuel Pérez, Edgar Bastidas, Germán Segura, Julio Felce, Ugo Corsetti y Blas Martínez, los barítonos Ramón Iriarte, Sergio Daniele, Gaspar Colón, Francisco Salazar y Cayito Aponte, los bajos Daniel Bendahan, Claudio Muskus, Samuel Jones,  Julio César Mármol, Pedro Liendo, Iván García, Yunis Sujur, Carlos Maury entre otros. 
Actualmente la mayor parte de la actividad operística de Venezuela se lleva a cabo en el Teatro Teresa Carreño y el Teatro Municipal.